# Yong Yello
Yong Yello, artiestennaam van Yello Staelens (Louvain-la-Neuve, 26 december 1991), is een Antwerpse rapper en producer.

## Loopbaan
Staelens dankt zijn artiestennaam aan het feit dat hij tussen 2008 en 2015 het jongste lid was van het Antwerpse hiphop muzieklabel Eigen Makelij. Daar werd hij bekend als producer van o.a. Tourist LeMC, Pepe en Diamantairs. Staelens produceerde samen met Balthazar-bassist Simon Casier het album Lonely Boy’s Paradise van Noémie Wolfs en is de vaste producer van Glints.
Tijdens zijn tijd bij Eigen Makelij bracht Staelens af en toe wel wat solowerk uit, maar de focus ging toch vooral richting produceren. In 2017 behaalde hij een Master in Muziekproductie aan het Conservatorium van Gent.

### Solodebuut
In 2020 bracht Staelens zijn eerste debuutsingle uit: Als Ge Slaapt. Daarna volgden singles Cirkels, Waanzin en Luchtkasteel. In augustus 2021 bracht hij zijn debuutalbum Marcel & Het Magnetisme Van De Goot uit, dat goed werd onthaald door de pers en terechtkwam in de top-10 van de Ultratop Albums 200. Met deze plaat speelde hij o.a. in De Roma, Trix (Club), De Vooruit en Het Depot en op festivals als Rock Werchter, Pukkelpop en Lokerse Feesten. Hij treedt op met een zevenkoppige band.
Van 2018 tot 2021 woonde Staelens samen met o.a. Faisal en Glints in een huis in de Brederodewijk in Antwerpen. Daar ontstond het collectief Abattoir Anvers, wat ook een wekelijkse radioshow werd op Studio Brussel.
In maart 2025 bracht Staelens de single Ik moet dringend op vakantie uit. In juni volgde tweede single We geve ni op (met LOîS ). Beide singles zijn voorlopers van zijn aankomende tweede album, Bennie & De Banaliteit Van Ons Bestaan, welke in september 2025 zal verschijnen. 

## Studioalbums
- Marcel & Het Magnetisme Van De Goot (2021)
- Bennie & De Banaliteit Van Ons Bestaan (2025, te verschijnen)

## Nominatie
- Staelens werd genomineerd in de categorie 'Hiphop & R&B' bij de Music Industry Awards 2021.

- MusicBrainz: e58c654e-cde5-4fa2-a356-9204475a748e
- Virtual International Authority File: 23163936309800831705